# Hôpital Léopold-Bellan
Pour les articles homonymes, voir Léopold Bellan et Bellan.
L’hôpital Léopold-Bellan est un établissement de soins privé à but non lucratif réparti sur deux sites et géré par la Fondation Léopold-Bellan.
Le site Losserand est situé au 185 C, rue Raymond-Losserand dans le 14e arrondissement à Paris. Auparavant, il était situé au 19-21, rue Vercingétorix dans le 14e arrondissement depuis sa création en 1920.
Actuellement, plus de 300 salariés y travaillent.
Le site Aqueduc est situé au 16, rue de l'Aqueduc, dans le 10e arrondissement.

## Historique
L'hôpital tient son nom de l'industriel et homme politique français Léopold Bellan.
Conçu en 1920, il est habilité à participer au service public hospitalier depuis 1973. Jusqu'en 2009 l'hôpital possédait un service d'accueil des urgences ainsi que des services de chirurgie, notamment en proctologie.
Jusqu'à début 2015, l'hôpital était réparti sur deux sites :
- Montparnasse, 19-21, rue Vercingétorix, 75014 Paris
- Aqueduc, 16, rue de l'Aqueduc, 75010 Paris

### Montparnasse

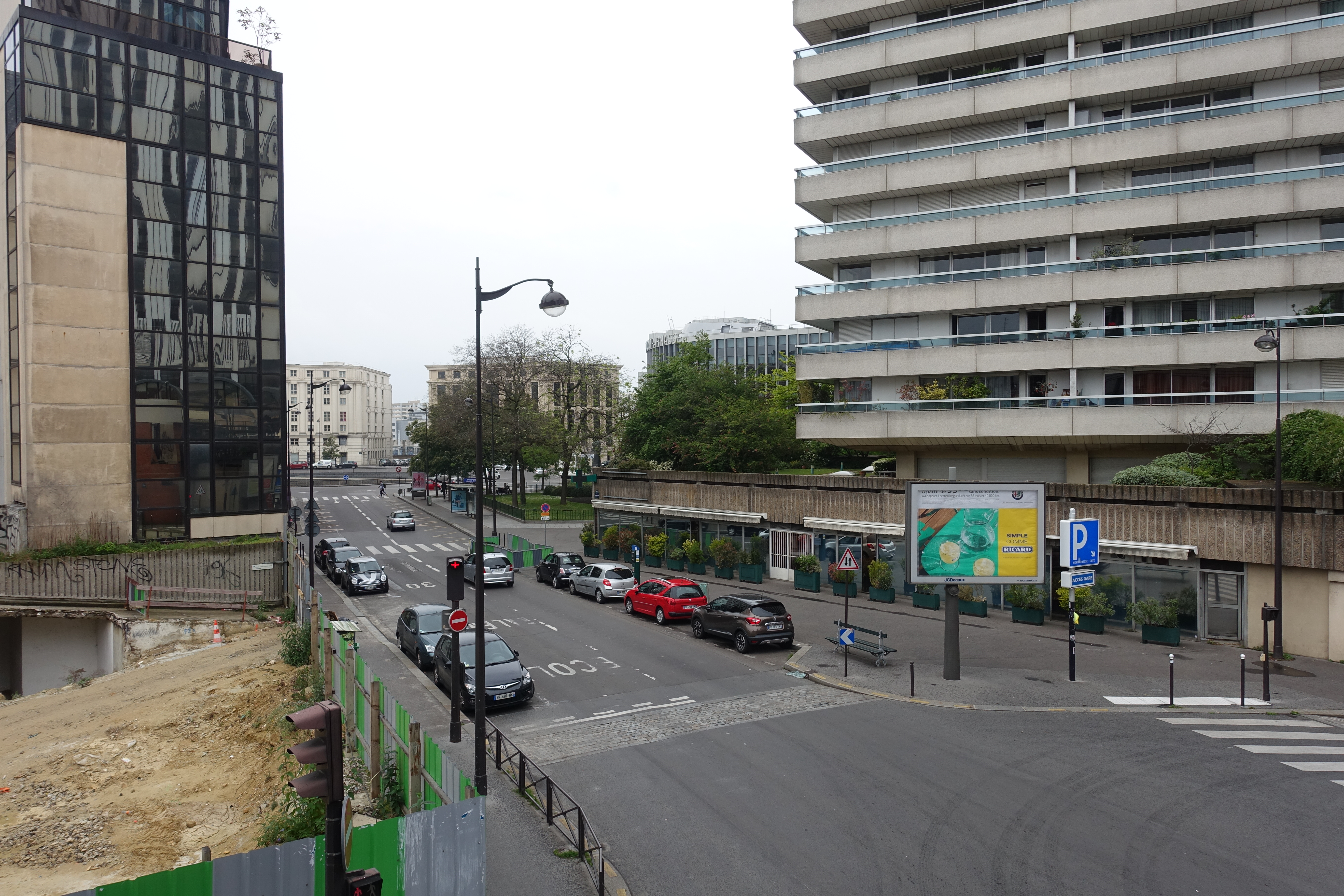
Le site de Montparnasse, 19/21, rue Vercingétorix : à gauche, terrain vague après destruction de l'ancien hôpital (2017).

Le site de Montparnasse offrait 108 lits en hospitalisation complète répartis sur 7 services au sein de trois pôles :
- Pôle médecine :
  - médecine interne (adulte)
  - neurologie
  - rhumatologie

- Pôle gériatrie :
  - gériatrie
    - médecine gériatrique
    - soins de suite et réadaptation

  - neuro-psychogériatrie
    - neuro-psychogériatrie
    - unité cognitivo-comportementale

- Pôle médico-technique :
  - laboratoire de biologie médicale
  - imagerie médicale : radiologie, échographie, scanner

En février 2015, le site de Montparnasse a déménagé dans l'enceinte de l’hôpital Saint-Joseph, situé rue Raymond-Losserand, toujours dans le 14e arrondissement de Paris.

### Aqueduc
Sur le site de l’Aqueduc, l’hôpital Léopold-Bellan offre 100 places d’hôpital de jour réparties sur 2 unités :
- L’Unité de médecine physique et réadaptation
- L’Unité de réadaptation cardio-vasculaire